# Brenda Walsh
Brenda Walsh, (født november 1974)  er en fiktiv person i den amerikanske ungdomsserie Beverly Hills 90210, spillet af Shannen Doherty. Brenda Walsh medvirkede i årene 1990-1994 i seriens 4 første sæsoner som den kvindelige hovedrolle, men skrives ud af serien i 1994. 

## Baggrund
Født og opvokset i Minneapolis, Minnesota med sin tvillingebror Brandon Walsh (Jason Priestley). Brenda er Jim og Cindys yngste barn. De flytter til Beverly Hills, som en del af Jims forfremmelse. Serien fokuserer meget på tvillingernes kulturchok med Beverly Hills og deres forhold til deres nye Beverly Hills-venner Donna Martin, Andrea Zuckerman, David Silver, Scott Scanlon, Kelly Taylor, Dylan McKay og Steve Sanders. 

### 1. sæson
I løbet af Brendas tid i serien, har hun en forbudt romance med Brandons enspænderven Dylan – som længe også har været i hendes veninde Kellys søgelys. Brenda og Dylan er kærester i to år, og deres forhold bliver meget hurtigt seriøst. Uheldigvis kommer Brendas far Jim og Dylan op at skændes. Tingene løser sig til sidst, men Jim har lige fra starten ikke været særlig glad for Dylan.
Efter at have været sammen i to måneder, vil Dylan gerne i seng med Brenda, men hun føler sig ikke klar. På en tur til Palm Springs, går Brenda op på Dylans hotelværelse, men da hun ser, at han er sammen med en anden, tror hun at han er i seng med denne anden. Brenda og Dylan kommer op at skændes, men finder sammen igen, da de har snakket det ordentlig i gennem. Dylan går med til at vente med det næste skridt i deres forhold, til Brenda er klar. Brenda mister sin mødom til Dylan til forårsballet. Kort tid efter bliver Brenda nervøs over, om hun er gravid. Det viser sig heldigvis at være falsk alarm, men Brenda slår op med Dylan, fordi hun ikke var klar til et fast seksuelt forhold.

### 2. sæson
Selvom det var Brenda, der slog op, sårer det hende at se Dylan sammen med andre piger. Brendas følelser gør, at de finder sammen igen. Deres forhold bliver fortsat ved med at være anstrengt, da Brenda møder Dylans mor, Iris, som hun senere bliver tæt knyttet til. 
Parret oplever en anden turbolens, da Brenda vil udgive en artikel om sin graviditetsoplevelse. Dylan modsætter sig det, da han er bange for, at det vil blive for personligt. Typisk for deres forhold finder de sammen igen efter et skænderi. Efter at Brenda har været udsat for et væbnet røveri i Peach Pit, bliver Dylan nervøs for Brenda, og hun begynder at have mareridt om oplevelsen. Tingene bliver mere seriøse mellem dem, da Brenda er meget sammen med Dylan for at glemme sin oplevelse. Dylan inviterer Brenda med til Mexico, og hun får lov af sine forældre. Men da Brenda og Dylan falder i søvn sammen, forbyder Jim og Cindy hende at tage af sted, men Brenda sniger sig ud om natten og tager til Mexico med Dylan. De kommer op at skændes om en kort flirt Dylan havde, mens de ikke var sammen, men de bliver gode venner og danser sammen. Da de opdager, at Brenda har glemt sit pas, bliver hun nødt til at ringe til sin far. Det genstarter striden mellem Dylan og Jim, som forbyder Brenda, at se Dylan mere. Hun nægter dog at afslutte forholdet og flytter ind hos Dylan, som på et tidspunkt bliver så misfornøjet over situationen, at han er tæt på selv at ende forholdet.

### 3. sæson
Under den specielle sommerstart på 3. sæson indser Jim, at hans skænderi med Dylan er tåbeligt, og han går på kompromis: han vil give Brenda et sprogskoleophold i Paris i løbet af sommeren i stedet for Kelly (der sprang fra for at være sammen med sin nyfødte lillesøster), så både han, Brenda og Dylan kan få lidt luft. 
Mens Brenda er i Paris, møder hun den søde amerikanske fyr, Rick fra Wisconsin. Hun lader som om hun er franskmand og viser Rick rundt i Paris. Efter nogle dage sammen skal både Rick og Brenda forlade Paris og dermed hinanden, og Brenda misser næsten sit fly for at tage afsked. Tilbage i USA får Kelly og Dylan også følelser for hinanden. Brenda og Rick er kort sammen igen, efter at have mødtes i en videobutik. De slår op, da Brenda indser, at Rick har mere til fælles med hendes far end hende selv. Dette, og trekantsdramaet der udspiller sig efter Brendas hjemkomst, var en af seriens milesten og den var med til hæve seertallene for serien, og den afspejler det virkelige forhold mellem Doherty og Garth. Den sidste konfrontation mellem Brenda, Kelly og Dylan – i den hvor Dylan fortæller Brenda, at han vælger Kelly – fik en plads på listen i bladet "Entertainment Weekly"s liste over de 100 bedste tv-øjeblikke.

### 4. sæson
Brenda, som stadig er knust over at Dylan valgte Kelly frem for hende, starter 4. sæson i Minnesota, hvor hun besluttede at gå på college. Men da hun hører, at Kelly og Dylan har slået op, og at hendes gamle venner og hende ikke har meget til fælles mere, vender hun hjem til "California University". 
Da Brenda vender hjem, møder hun den unge rigmand Stuart (Dylan kender ham fra tidligere som pusher), som hun hurtigt forelsker sig i. Parret bliver forlovet få uger efter de mødtes og løber bort til Las Vegas for at gifte sig, hvilket gør at Dylan og de andre venner skynder sig efter for at stoppe dem. Det lykkedes vennerne at stoppe Brenda og Stuart og de vender hjem. 
Brendas ikke-romantiske liv fortsætter hen over sommeren. Men så finder Donna og Brenda en hundehvalp og de finder ud af at hvalpen kommer fra et dyreforsøgslaboratorium, og bliver begge knust da hvalpen dør. Brenda kommer med i en dyreaktivistgruppe og er med til at hærge nogle laboratorier og hun bliver arresteret (Donna beslutter i sidste øjeblik at springe fra). Efter at være blevet arresteret, er den eneste der har interesse i hende, Dylan; David stoler ikke på hendes dømmekraft, Andrea er vred på hende, fordi de havde hærget et laboratorium, der ikke lavede dyreforsøg og Kelly fortæller Brenda, at Dylan ikke er hendes kæreste mere, og at hun ikke kan komme løbende til Dylan hver gang hun har problemer. Det viste sig at en af aktivisterne var en undercover FBI-agent, som tilbyder Brenda at hun ikke skal i fængsel, fordi hun ikke vidste og heller ikke var med til at ødelægge laboratorierne. Efter at Brenda er blevet løsladt, var vennerne meget undskyldende på grund af deres behandling af hende. 
Brenda opdager sine skuespillerevner i 4. sæson, men det fører også flere problemer med sig; Hun kiksede i en audition og tog derefter over til instruktørens hus for at prøve igen. Hun får rollen, men en ustabil studerende antyder, at hun "sov" sig til rollen. Uheldigvis, dater studenten Steve og han tror på sin kæreste, som får alle vendt mod Brenda. Steve indser sin fejl, da hans kæreste beder ham om at skade Brenda, så hun ikke kan komme til prøver. Kæresten prøver senere at begå selvmord, men Brenda og Steve får hende talt fra det og Steve ser med glæde Brenda spille sin velfortjente rolle til premieren. Instruktøren tilbyder Brenda, et års skolegang på "Royal Academy of Dramatic Art" (RADA) i London. Efter Kelly og Dylans nyeste opbrud, fornemmer Brenda en romance mellem Kelly og Brandon og hun lykønsker dem begge. Hun tilbringer sin sidste nat sammen med Dylan og fortæller ham, at hun ikke bliver i London for evigt, med hentydning til at hun gerne vil have et forhold med ham igen når hun kommer tilbage. Parret er kort sammen i det sidste afsnit af 4. sæson og Brenda (på grund af Dohertys afgang), viste sig aldrig i serien igen.

### Bag skærmen
Selvom Brenda-figuren aldrig var i serien mere, ville karakteren leve gennem diskussioner og samtaler i seriens 6. sæson. Det mest bemærkelsesværdige var, da Dylan – oven på Luke Perrys udskrivelse fra serien – beslutter at flytte ind hos Brenda i London. Man går ud fra, at de er sammen i seriens 7. og 8. sæson, og i en af 8. sæson hovedlinjer, bliver Dylans halvlillesøster, Erika, reddet ud af prostitution, og skal bo hos Brenda og Dylan i London, mens Kelly og Brandon planlægger at besøge dem på deres bryllupsrejse. Men da Dylan vender tilbage til seriens 9. sæson, fortæller han, at han og Brenda slog op for to år siden. Det gør nu at Dylan sætter jagten ind på Kelly.

## Udskrivelse fra serien
Som følge af rygter af Shannen Dohertys generelle vanskelige forhold til de andre skuespillere, forlod Doherty serien under mystiske forhold. Hendes karakters fremtid, bliver nævnt da Brandon fortæller David, at hun har sagt ja til et fuldt studieophold på skolen og derved bliver i London. Nogle optagelser med Doherty blev taget ud fra pre-seriens finale, fordi Doherty og producerne ikke kunne blive enige om deres anvendelse. Doherty er dog med i 10-årsjubilæet for serien, sammen med sine kolleger. 
Senere, var Doherty med i Aaron Spellings producerede tv-serie Heksene fra Warren Manor, men blev også skrevet ud igen, blot nogle få år senere. 

### Indflydelse på en populær kultur
I en episode af tv-serien What I Like About You, tager Charlie (spillet af Priestley) fejl af Val (spillet af Jennie Garth), fordi han tror, at han kendte hende, da hun var yngre. Så han spørger, om de gik i high school sammen (en hentydning til Garths 90210-rolle, Kelly). Da Val så svarer, at det tror hun ikke, spørger Charlie, om hun kan huske, at han var redaktøren på skolebladet (en hentydning til Priestleys rolle, da Brandon var redaktør for West Beverly Blaze), og at hun var ven med hans søster (en hentydning til Kellys venskab med Brenda). 